# Hydropsyche guttata
Hydropsyche guttata är en nattsländeart som beskrevs av Francois Jules Pictet de la Rive 1834. Hydropsyche guttata ingår i släktet Hydropsyche och familjen ryssjenattsländor. Inga underarter finns listade i Catalogue of Life.